# Une jeunesse berlinoise
Pour les articles homonymes, voir Berlinoise.
Pour plus de détails, voir Fiche technique et Distribution.
Une jeunesse berlinoise (Das Wunder von Berlin) est un téléfilm allemand réalisé par Roland Suso Richter et diffusé en 2008.

## Synopsis
L'action se déroule juste avant la chute du mur, à Berlin-Est. Marco Kaiser, fils d'un officier de la Stasi et adepte du mouvement punk, aime à se rebeller contre l'autorité parentale. Après qu'il a été arrêté en compagnie de sa petite amie lors d'un concert illégal, son père l'oblige à faire son service militaire pour étouffer le scandale. Le jeune punk change alors de bord, prenant goût à cette nouvelle vie.

## Fiche technique
- Titre original : Das Wunder von Berlin
- Titre français : Une jeunesse berlinoise
- Réalisation : Roland Suso Richter
- Scénario : Thomas Kirchner
- Photographie : Holly Fink
- Montage : Bernd Schlegel
- Musique : Ulrich Reuter
- Producteurs : Nico Hofmann, Benjamin Benedict, Alexander Bickel, Heike Hempel
- Société de production : TeamWorx Television & Film
- Société de distribution : 
  - Allemagne : ZDF (TV), Warner Home Video (DVD)
  - Pays-Bas : Video Film Express (DVD)
- Pays d'origine :  Allemagne
- Langue originale : allemand
- Format : couleur
- Genre : Drame
- Durée : 105 minutes
- Dates de diffusion :
  - Allemagne : 27 janvier 2008

## Distribution
- Heino Ferch : Jürgen Kaiser
- Michael Gwisdek : Walter Kaiser
- Anna Loos : Juliane
- André Hennicke : Heinrich Wolf
- Kostja Ullmann : Marco Kaiser
- Veronica Ferres (VF : Armelle Gallaud) : Hanna Kaiser
- Clemens Schick : Officier Schröder
- Karoline Herfurth : Anja Ahrendt
- Gesine Cukrowski : Marion Niemann
- Tino Mewes : Moskau
- Hermann Beyer : Le professeur
- Vinzenz Kiefer : Lieutenant Freese
- Christian Blümel : Soldat Klee
- Julita Witt : Une étudiante
- Kevin Schleker : Un soldat